# Martin Huber (Biathlet)
Martin Huber (* 3. März 1992) ist ein österreichischer Biathlet.
Martin Huber lebt in Kartitsch und startet für den TS Union Raika Obertilliach. Er nahm bislang an vier internationalen Juniorenmeisterschaften teil. Er bestritt die Biathlon-Juniorenweltmeisterschaften 2009 in Canmore, 2011 in Nové Město na Moravě sowie 2013 in Obertilliach. Die besten Resultate erzielte er 2011, als er 15. des Einzels, 17. des Sprints und 14. der Verfolgung wurde. Bei den Juniorenrennen der Biathlon-Europameisterschaften 2013 in Bansko waren zweite Plätze in Sprint und Verfolgung beste Ergebnisse.
National konnte Huber, der 2011 in den österreichischen B-Kader aufstieg, seinen bislang größten Erfolg bei den österreichischen Meisterschaften 2014 erreichen, als er die Abwesenheit des Elitekaders nutzen konnte und im Massenstartrennen vor Alexander Jakob und Felix Waldhuber den nationalen Meistertitel gewinnen konnte.